# Forcipomyia caliginosa
Forcipomyia caliginosa är en tvåvingeart som först beskrevs av Ingram och John William Scott Macfie 1924.  Forcipomyia caliginosa ingår i släktet Forcipomyia och familjen svidknott.
Artens utbredningsområde är Ghana. Inga underarter finns listade i Catalogue of Life.